# 노 혜공
혜공(惠公, ? ~ 기원전 723년, 재위 기원전 768년 ~ 기원전 723년)은 중국 동주 시대 제후국 노나라의 제13대 임금이다. 휘는 사기에는 불황(弗湟), 사기색은에는 불황(弗皇), 어떤 곳에는 불생(弗生)이라 적혀 있다.

## 생애
《사기》에는 다음과 같은 말이 실려 있다. 혜공은 적부인에게서 아들을 얻지 못했고, 천첩 성자(聲子)에게서 아들 식고를 낳았다. 식고가 송나라 무공의 딸인 중자(仲子, 성이 자이고 무공의 두번째 딸로 태어났으므로, 중자라 함)를 아내로 맞게 되었는데, 그 여자가 아름다워 빼앗아 아내로 삼아 아들 윤을 낳았고, 그 송나라 공녀로 부인을 삼았다. 또 윤으로 태자를 삼았으나, 혜공이 죽었을 때 윤의 나이가 어려 노나라 사람들이 식고를 옹립하여 섭정하게 했다.
그러나 사마정은 《사기색은》에서, 혜공이 며느리를 빼앗았다면 춘추에 무도한 임금이라 기록되었을 텐데 그런 말이 없으므로 의문을 표했고, 초주도 이를 부정했다.
말년에 송나라와 싸워, 송나라의 황(黃) 땅에서 송나라 군대를 무찔렀다.

## 가정
- 노 효공 (아버지)
  - 노 혜공
    - 노 은공 (아들)
    - 노 환공 (아들)
    - 시보(施父) (아들)

  - 공자 구(公子彄) (동기)
  - 공자 익사(公子益師) (동기)